# Rolf Pinegger (Kinderdarsteller)
Rolf Pinegger (* 1949) ist ein deutscher ehemaliger Kinderdarsteller.

## Werdegang
Pinegger spielte in den 1950er Jahren als Kinderdarsteller in einigen UFA-Filmen mit.
Der gleichnamige Schauspieler Rolf Pinegger, war sein Großvater.

## Filmographie
- 1953: Die kleine Stadt will schlafen gehn
- 1956: Heiße Ernte
- 1957: Vater sein dagegen sehr
- 1958: Schwarzwälder Kirsch
- 1958: Worüber man nicht spricht
- 1958: Polikuschka
- 1958: Wenn die Conny mit dem Peter
- 1958: Mein Schatz ist aus Tirol
- 1959: Heimat – Deine Lieder